# Сант'Антонио (Пјаченца)
Сант'Антонио је насеље у Италији у округу Пјаченца, региону Емилија-Ромања.
Према процени из 2011. у насељу је живело 13 становника. Насеље се налази на надморској висини од 158 м.